# ارتش شمالی مهدی
ارتش شمالی مهدی یا گروه سعید نام گروهی شیعه در جمهوری آذربایجان است. رهبر این گروه سعید داداش بیگی است.
این گروه از سوی دولت آذزبایجان متهم به جاسوسی برای ایران شده و بااینکه هیچ‌گاه اتهامشان به اثبات نشد، ۱۵ نفر از آنها به زندان بلند مدت محکوم شدند. وزارت امور خارجه ایران هرگونه رلبطه با این گروه را تکذیب کرده‌است.

## فهرست متهمان
فهرست نهایی متهمان که در بیایه وزارت امنیت باکو در تاریخ ۲۳ آذر ۱۳۸۶ منتشر شد:
1. سعید داداش بیگی(داداش بیگلی) متولد ۱۹۷۵ (میلادی)-۱۳۵۴
2. جیحون علی‌اف متولد ۱۹۸۳ (میلادی)-۱۳۶۲
3. جهانگیر کریم‌اف متولد ۱۹۸۳ (میلادی)-۱۳۶۲
4. میکاییل ادریس‌اف متولد ۱۹۷۴ (میلادی)-۱۳۵۳
5. راسیم کریم‌اف متولد ۱۹۸۱ (میلادی)-۱۳۶۰
6. رشاد علی‌اف متولد ۱۹۷۶ (میلادی)-۱۳۵۵
7. رشاد اسماعیل‌اف متولد ۱۹۷۹ (میلادی)-۱۳۵۸
8. فایق اسماعیل‌اف متولد ۱۹۸۳ (میلادی)-۱۳۶۲
9. مبارز سلیمان‌اف متولد ۱۹۸۳ (میلادی)-۱۳۶۲
10. فرید آقایف متولد ۱۹۸۱ (میلادی)-۱۳۶۰
11. امیل محبعلی‌اف متولد ۱۹۷۷ (میلادی)-۱۳۵۶
12. زایر اروج‌اف متولد ۱۹۸۰ (میلادی)-۱۳۵۹
13. سامر قوجایف متولد ۱۹۷۹ (میلادی)-۱۳۵۸
14. فتح‌الله بابراف متولد ۱۹۷۹ (میلادی)-۱۳۵۸
15. بیگ‌بالا قلی‌اف متولد ۱۹۸۱ (میلادی)-۱۳۶۰